# The Perfect Man
The Perfect Man is een Amerikaanse film uit 2005 onder regie van Mark Rosman.

## Verhaal
Holly moet steeds verhuizen door relatieproblemen van haar moeder en wordt dit zat. Ze wil de perfecte man voor haar moeder zoeken en bedenkt een perfect plan. Maar alles loopt fout als ze de echte perfecte man in beeld komt.

## Rolverdeling
| Acteur           | Personage          |
| ---------------- | ------------------ |
| Hilary Duff      | Holly Hamilton     |
| Heather Locklear | Jean Hamilton      |
| Chris Noth       | Ben Cooper         |
| Mike O'Malley    | Lenny Horton       |
| Ben Feldman      | Adam Forrest       |
| Vanessa Lengies  | Amy Pearl          |
| Caroline Rhea    | Gloria             |
| Kym Whitley      | Dolores            |
| Aria Wallace     | Zoe Hamilton       |
| Carson Kressley  | Lance              |
| Michelle Nolden  | Amber              |
| Maggie Castle    | Wichita Girl       |
| Gerry Mendicino  | Market Co-Worker   |
| James McGowan    | Jean's Suitor      |
| Philip Akin      | English Teacher    |
| Jeff Lumby       | Dr. Fitch          |
| Monique Mojica   | Principal Campbell |